# Grace Coddington
Grace Coddington (Anglesey, 14 aprile 1941) è una giornalista ed ex modella britannica, direttrice creativa di Vogue America.

## Primi anni e carriera da modella
Coddington è nata il 14 aprile 1941, e i suoi genitori erano due albergatori sull'isola di Anglesey, nel Galles. Il suo interesse per la moda iniziò durante l'adolescenza, quando aspettava con impazienza l'uscita di ogni nuovo numero della rivista Vogue. La Coddington viveva lontanissima dalle boutique dei grandi stilisti, e quindi Vogue era il suo unico contatto con il mondo della moda. All'età di diciassette anni riesce a vincere un concorso per giovani modelle organizzato proprio dalla rivista, ed inizia a posare per Vogue.
All'età di ventisei anni, Grace Coddington ha un incidente automobilistico che la lascia sfigurata, ed è costretta a sottoporsi ad alcuni interventi di chirurgia plastica. Due anni dopo l'incidente, all'età di ventotto anni, viene intervistata dall'editrice di Vogue Beatrix Miller, e viene assunta come editrice junior. Dopo diciannove anni nel ruolo di Photo Editor con Vogue britannico, si trasferisce a New York per lavorare per Calvin Klein. A luglio 1988, si unisce ad Anna Wintour in Vogue America, diventando direttrice creativa della rivista.

### The September Issue
Coddington è diventata celebre presso il grande pubblico nel 2009 grazie al film The September Issue, un film documentario sulla realizzazione del numero di settembre 2007 di Vogue. Grace Coddington ha un grande ruolo nel film, dato che è fortemente coinvolta nella realizzazione della rivista. Vengono anche mostrati i suoi rapporti tesi con Anna Wintour.

## Vita privata
Grace Coddington nel 1968 sposò Michael Chow, un ristoratore, dal quale divorziò appena un anno dopo. Ha successivamente sposato Willie Christie, ma ha divorziato anche da questo secondo matrimonio. Ha cresciuto suo nipote Tristan, dall'età di otto anni, dopo la morte di sua sorella Rosemary. Nel 1986 si è trasferita a New York per lavorare per Calvin Klein. In questo periodo vive con il suo nuovo compagno, il parrucchiere Didier Malige, e con numerosi gatti. Nel 2010, ha annunciato di avere intenzione di scrivere le proprie memorie con il suo collaboratore Jay Fielden. I due hanno precedentemente lavorato insieme nel 2002 nel libro fotografico Grace: Thirty Years of Fashion at Vogue. Ma dopo che Fielden ha iniziato a lavorare come editore di Town and Country, la Coddington è stata costretta a posticipare l'uscita del libro, che sarà realizzato insieme a Michael Roberts. .

## Curiosità
- A lei è chiaramente ispirato il personaggio di Myrtle Snow in American Horror Story: Coven.